# هال (جنس)
هال أو قاقُلَّة أو هِيْل (الاسم العلمي: Elettaria)، جنس نباتات مُزهرة من فصيلة الزنجبيلية. أعطانها الأصلية الهند وسريلانكا، لكن تمت زراعته وتجنيسه في أماكن أخرى. أحد أعضاء هذا الجنس، الهال الحقيقي، هو نوع من التوابل الهامة تجاريًا يستخدم عامل منكه في العديد من البلدان.
في عام 2018، تمت إزالة العديد من الأنواع من الهال (Elettaria )ووضعها في جنس جديد يسمى هال سول (Sulettaria). تم التعرف على هذه الأنواع اعتبارًا من أكتوبر 2018:
- هال (L.) Maton - الهند
- Elettaria ensal (Gaertn.) Abeyw. - سريلانكا

تم إعادة تصنيف هذه الأنواع السابقة من ماليزيا وإندونيسيا إلى «هال سول» في عام 2018:
- Elettaria brachycalyx S.Sakai & Nagam. - ساراواك
- Elettaria kapitensis S.Sakai & Nagam. - ساراواك
- Elettaria linearicrista S.Sakai & Nagam. - ساراواك، بروناي
- Elettaria longipilosa S.Sakai & Nagam. - ساراواك
- Elettaria longituba (Ridl.) Holttum - سومطرة، شبه الجزيرة الماليزية
- Eulettaria multiflora (Ridl.) R.M.Sm. - سومطرة، ساراواك
- Elettaria rubida R.M.Sm. - Sabah, ساراواك
- Elettaria stoloniflora (K.Schum.) S.Sakai & Nagam. - ساراواك
- Elettaria surculosa (K.Schum.) B.L.Burtt & R.M.Sm. - ساراواك